# Исмаил
Исмаи́л, Исма‘и́ль (араб. إِسْمَاعِيلُ‎) — исламский пророк, старший сын и первенец пророка Ибрахима (Авраама) от египтянки Хаджар (Агарь). Отождествляется с библейским Измаилом. Был послан Аллахом с пророческой миссией — для распространения «веры Ибрахима» среди племён, населяющих Аравийский полуостров. Упоминается в Коране 12 раз.
Мусульмане считают Исмаила прародителем части арабского этноса (арабов-аднанитов). Историческая роль Исмаила в мусульманской традиции значительно выше, чем в библейской. В Коране Исмаил называется среди тех, кому было ниспослано божественное откровение (вахй) и учил людей молитве. По приказу Аллаха он вместе со своим отцом отстроил Каабу.

## История
В арабских преданиях подробно рассказывается о том, что из-за ревности и вражды своей жены Сары пророк Ибрахим был вынужден увести невольницу Хаджар и сына Исмаила в Аравию и оставить их одних в безводной пустыне. Хаджар, взбегая на холмы Сафа и Марва, пыталась увидеть колодец или оазис, с помощью которого она смогла бы напоить мальчика, мучащегося от жажды. Тогда по воле Аллаха в том месте, где Исмаил топнул ножкой, забил источник Замзам — священный источник Мекки. История о поиске воды послужила прототипом одного из обрядов хаджа — сай.
Большинство комментаторов и современная мусульманская традиция утверждают, что именно Исмаил, а не его брат Исхак, был тем сыном, которого Ибрахим должен был принести в жертву. Его сын, знавший об этом, не сопротивлялся, так как был послушен отцу и Аллаху. При этом полагается, что рождение второго сына Исхака — награда Аллаха.
Сыновья Исмаила: Набит, Кедар (араб. قیدار‎), Адбаиль, Мибшам, Мишма, Дума, Миша, Худуд, Ятма, Ятур, Нафис и Кидман.
Пророк Мухаммад является прямым потомком Исмаила по линии Кедара.
Ибрахим посещал своего сына. После смерти матери Исмаил женился на девушке из жившего поблизости племени джурхум. Через некоторое время он развелся с ней и женился на другой джурхумитке. Согласно арабским генеалогам, от Исмаила произошли «северные арабы» (аднаниты).
Считается, что могила пророка Исмаила расположена около Каабы в Хиджр Исмаил.